# Чехановец, Яна
Яна Чехановец (ивр. יאנה צ'חנוביץ‎; род. 1970) — археолог, PhD, популяризатор науки, научный сотрудник Управления древностей Израиля, преподаватель классической археологии в Университете имени Бен-Гуриона. Специалист по археологии византийской эпохи, паломничеству и кавказскому присутствию на Святой Земле, автор научных монографий и статей.

## Биография
Родилась и выросла в Ленинграде. В 2002—2016 гг. изучала археологию в Еврейском университете в Иерусалиме. Исследования посвящены археологии Иерусалима в византийский и раннеисламский период, кавказским христианским общинам на Святой земле, истории русского исследования Палестины. Живёт в Иерусалиме.

## Научная деятельность

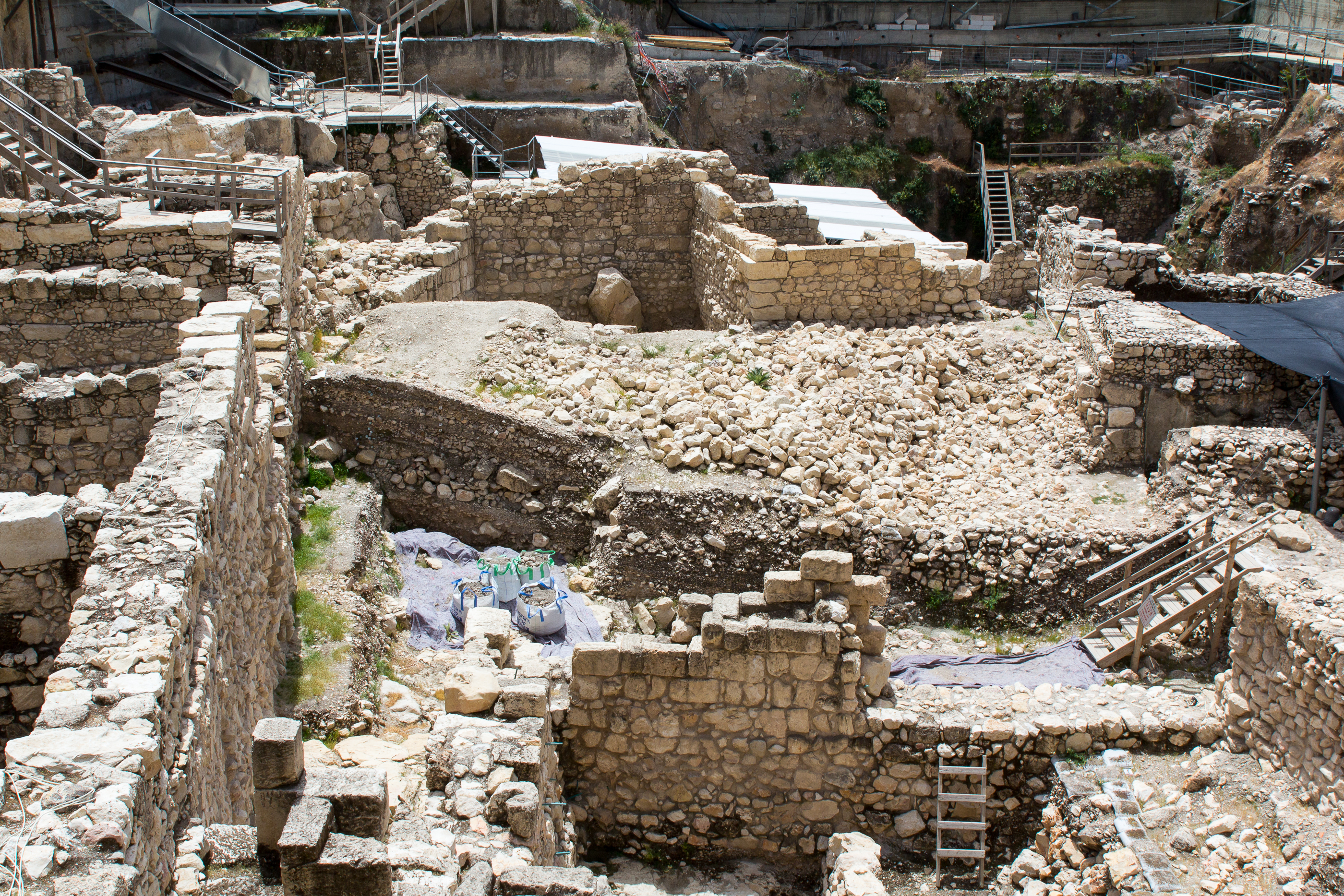
Раскопки на автостоянке Гивати

Занимается материальной культурой поздней античности, археологией паломничества и монашества и археологией исторических периодов. Являлась (2007—2016 гг., вместе с Д. Бен Ами) одним из руководителей охранных раскопок на автостоянке «Гивати» на многослойном памятнике, расположенном в непосредственной близости от исторического ядра древнего Иерусалима — так называемого Города Давида. Раскоп отличается значительной толщиной культурного слоя, масштабом выявленных архитектурных комплексов, датирующихся различными периодами, от раннеисламского (VIII−X вв. н. э.) до железного века(IX в. до н. э.).
Во время раскопок были обнаружены следы жилых домов города IX в. до н. э., фрагменты селевкидской крепости Акра, описанной в книге Маккавеев. Найдены остатки монументального здания иродианского периода; точная датировка закладки здания и его разрушения, монументальный характер и расположение позволяют предположить его идентификацию с одним из дворцов царей Адиабены, упомянутых Иосифом Флавием. Раскопан квартал римских домов III—IV веков н. э., мощеная византийская улица VI в. н. э., ведущая из города к Силоамской купели, городской рынок аббасидского периода (VIII—IX в. н. э.).
Яна Чехановец руководила несколькими археологическими экспедициями в Иерусалиме, Баниасе и Беер-Шеве. Является автором множества научных работ, посвященных поздней античности, археологии Иерусалима, паломничеству, истории русского присутствия на Святой Земле, истории и археологии грузинских, армянских и албанских христиан на Святой земле.
В 2024 году в издательстве «Слово» вышла книга Чехановец «Иерусалим земной и подземный», которая рассказывает о жизни старого Иерусалима.